# Tõnu Endrekson
Tõnu Endrekson, né le 11 juin 1979 à Pärnu, est un rameur estonien.

## Biographie
Tõnu Endrekson participe à l'épreuve de deux de couple aux Jeux olympiques d'été de 2004 à Athènes, associé à Leonid Gulov. Ils se classent à la quatrième place. 
Quatre ans plus tard, il concourt aux Jeux olympiques de Pékin et décroche une médaille d'argent en deux de couple avec son coéquipier Jüri Jaanson.
Il reçoit l'ordre de l'Étoile blanche d'Estonie de 2e classe en 2009 et  l'ordre de la Croix rouge d'Estonie de 2e classe en 2017.

## Palmarès

### Jeux olympiques d'été
- Jeux olympiques de 2004 à Athènes, Grèce
  - 4e en deux de couple
- Jeux olympiques de 2008 à Pékin, Chine
  -  Médaille d'argent en deux de couple
- Jeux olympiques de 2012 à Londres, Royaume-Uni
  - 4e en quatre de couple
- Jeux olympiques de 2016 à Rio de Janeiro, Brésil
  -  Médaille d'argent en quatre de couple
- Jeux olympiques de 2020 à Tokyo, Japon
  - 6e en quatre de couple

### Championnats du monde d'aviron
- Championnats du monde d'aviron 2005 à Kaizu, préfecture de Gifu, Japon
  -  Médaille de bronze en quatre de couple
- Championnats du monde d'aviron 2006 à Eton, Royaume-Uni
  -  Médaille de bronze en quatre de couple
- Championnats du monde d'aviron 2007 à Munich, Allemagne
  -  Médaille de bronze en deux de couple
- Championnats du monde d'aviron 2015 à Aiguebelette, France
  -  Médaille de bronze en quatre de couple
- Championnats du monde d'aviron 2017 à Sarasota, États-Unis
  -  Médaille de bronze en quatre de couple

### Championnats d'Europe d'aviron
- Championnats d'Europe d'aviron 2008 à Marathon, Grèce
  -  Médaille d'or en quatre de couple
- Championnats d'Europe d'aviron 2011 à Plovdiv, Bulgarie
  -  Médaille d'argent en quatre de couple
- Championnats d'Europe d'aviron 2012 à Varèse, Italie
  -  Médaille d'or en quatre de couple
- Championnats d'Europe d'aviron 2016 à Brandebourg, Allemagne
  -  Médaille d'or en quatre de couple
- Championnats d'Europe d'aviron 2021 à Varèse, Italie
  -  Médaille de bronze en quatre de couple